# Diheteropogon amplectens
Diheteropogon amplectens là một loài thực vật có hoa trong họ Hòa thảo. Loài này được (Nees) Clayton mô tả khoa học đầu tiên năm 1966.